# Cole Palmer
Cole Jermaine Palmer (Wythenshawe, 6 maggio 2002) è un calciatore inglese, centrocampista o attaccante del Chelsea e della nazionale inglese, con cui è diventato vicecampione d'Europa nel 2024.
Cresciuto nel Manchester City, con cui ha debuttato nel 2020, con i Citizens ha conquistato due campionati inglesi, una Coppa inglese, una Coppa di Lega inglese, una UEFA Champions League e una Supercoppa UEFA.
Con la nazionale inglese, della quale è membro fisso dal 2023, ha partecipato ad una edizione del campionato europeo di calcio. Prima di entrare nel giro della nazionale maggiore, è stato campione europeo con la nazionale Under-21.

## Biografia
Ha origini nevisiane da parte del padre.

## Caratteristiche tecniche
Soprannominato Cold Palmer per la sua caratteristica esultanza, è un centrocampista dalle spiccate doti offensive, può ricoprire anche i ruoli di trequartista o ala destra. A ridosso del suo ingresso nel Chelsea Palmer affina le sue abilità di accentratista rivelandosi un buon finalizzatore, sfruttando il sinistro, il suo piede forte, inoltre è estremamente abile nei calci di rigore. In possesso di un'ottima tecnica individuale e buon dribbling, viene paragonato al connazionale Phil Foden.

## Carriera

### Club

#### Manchester City
Nato a Wythenshawe, Palmer era un tifoso del Manchester United che poi si è unito al Manchester City a livello di under 8 e ha progredito attraverso i gruppi di età dell'Academy prima di capitanare gli under 18 durante la stagione 2019-20.
Il 30 settembre 2020, Palmer ha fatto il suo debutto in prima squadra per il City nella vittoria per 3-0 in trasferta sul Burnley nel quarto turno della League Cup. Il 21 settembre 2021, Palmer ha segnato il suo primo gol da professionista in una vittoria per 6-1 in casa contro i Wycombe Wanderers nella League Cup. Il 19 ottobre, Palmer ha realizzato il suo primo gol in UEFA Champions League nella vittoria per 5-1 in trasferta contro il Club Brugge.
Dopo aver vinto la UEFA Champions League 2022-2023, il 6 agosto 2023 è subentrato nella sfida valida per l'assegnazione del FA Community Shield contro l'Arsenal (1-1), siglando il gol del momentaneo vantaggio prima del pareggio dei Gunners al 101' e della loro vittoria dopo i tiri dal dischetto. Dieci giorni più tardi, il 16 agosto ha segnato il gol del pareggio nella finale di Supercoppa UEFA vinta ai rigori ai danni del Siviglia (6-5) dopo l'1-1 alla fine dei tempi regolamentari.

#### Chelsea
Il 1º settembre 2023 viene ufficializzato il suo passaggio al Chelsea per 47 milioni di euro. Il 7 ottobre segna il suo primo gol contro il Burnley, su calcio di rigore, per il momentaneo 2-1, partita poi finita per 4-1 in favore della squadra di Londra con la rete di Nicolas Jackson, proprio su assist da parte di Cole Palmer. Reduce da un gol e un assist nel successo esterno per 4-1 ai danni del Tottenham, il 12 novembre contro il Manchester City di Guardiola, nel primo confronto contro la sua ex-squadra, segna su rigore al 95' la rete del definitivo 4-4. Prosegue la stagione giocando da titolare in un Chelsea in difficoltà dove emerge come leader tecnico dei Blues allenati da Pochettino. Segna la sua prima tripletta nel 4-3 rifilato al Manchester United il 4 aprile 2024 con due gol segnati oltre il centesimo minuto, rispettivamente al 100' e al 101'. Tra la ventottesima e la trentatreesima giornata, mette a segno dieci gol, raggiungendo le venti reti in Premier League. Le quattro reti segnate il 15 aprile ai danni dell'Everton gli consentono di battere un grande numero di record: oltre a segnare la tripletta più veloce nella storia del Chelsea, tre reti tra il 13' e il 29', è il primo giocatore nella storia della squadra a segnare in 7 gare consecutive di Premier League a Stamford Bridge. Grazie alle sue prestazioni del mese di aprile, riceve il suo primo FA Premier League Player of the Month. Chiude la stagione con 22 reti e 11 assist in Premier League, risultando secondo miglior marcatore alle spalle di Erling Haaland e secondo miglior assistman alle spalle di Ollie Watkins.
Viene escluso dal nuovo allenatore Enzo Maresca dalla lista per la UEFA Conference League 2024-2025 a causa del fitto calendario dei Blues. Avvia la Premier League 2024-2025 segnando 6 reti e servendo 4 assist nelle prime sei giornate, tra cui si annoverano le quattro reti segnate nei primi 42' il 28 settembre contro il Brighton (4-2), risultando il primo giocatore della storia della Premier League a fare un poker nel corso primo tempo. Vince il titolo di giocatore del mese di settembre. Viene poi incluso nella lista per la UEFA Conference League dalla fase ad eliminazione diretta, e contribuisce con tre assist, di cui due nella finale vinta il 28 maggio per 4-1 contro il Betis Siviglia. Prende parte poi al mondiale per Club FIFA negli Stati Uniti, vinto dai londinesi, in cui mette a segno tre reti, una nella partita dei quarti di finale vinti per 2-1 contro il Palmeiras, e poi una doppietta nella finale, vinta per 3-0 contro il Paris Saint Germain il 13 luglio; in tale circostanza fornisce anche l'assist per il terzo gol dei Blues firmato da Joao Pedro.

### Nazionale

#### Nazionali giovanili
Con la nazionale Under-21 vince la coppa continentale di categoria nel 2023, contro Israele nella semifinale Palmer è l'uomo partita infatti con un gol e due assist vincenti permette alla squadra di vincere per 3-0, poi nella finale contro la Spagna tramite un calcio di punizione calcia la palla che il proprio compagno di squadra Curtis Jones devia in porta segnando la rete dell'1-0.

#### Nazionale maggiore
Dopo avere militato nelle selezioni giovanili inglesi, nel novembre 2023 viene convocato per la prima volta in nazionale maggiore, con cui esordisce il 17 del mese stesso nel successo per 2-0 contro Malta.
Il 3 giugno 2024 realizza la sua prima rete con la selezione inglese nell'amichevole vinta 3-0 contro la Bosnia ed Erzegovina. Tre giorni dopo viene inserito nella lista dei convocati per Euro 2024; nel corso della manifestazione scende in campo 5 delle 7 gare giocate dagli inglesi, andando anche a segno nella finale persa 2-1 contro la Spagna.

## Statistiche

### Presenze e reti nei club
Statistiche aggiornate al 13 luglio 2025.
| Stagione                    | Squadra                     | Campionato                  | Campionato | Campionato | Coppe nazionali | Coppe nazionali | Coppe nazionali | Coppe continentali | Coppe continentali | Coppe continentali | Altre coppe | Altre coppe | Altre coppe | Totale | Totale |
| Stagione                    | Squadra                     | Comp                        | Pres       | Reti       | Comp            | Pres            | Reti            | Comp               | Pres               | Reti               | Comp        | Pres        | Reti        | Pres   | Reti   |
| --------------------------- | --------------------------- | --------------------------- | ---------- | ---------- | --------------- | --------------- | --------------- | ------------------ | ------------------ | ------------------ | ----------- | ----------- | ----------- | ------ | ------ |
| 2019-2020                   | Manchester City U-21        |                             | -          | -          |                 | -               | -               |                    | -                  | -                  | EFL         | 2           | 0           | 2      | 0      |
| 2020-2021                   | Manchester City             | PL                          | 0          | 0          | FACup+CdL       | 0+1             | 0               | UCL                | 1                  | 0                  | -           | -           | -           | 2      | 0      |
| 2021-2022                   | Manchester City U-21        |                             | -          | -          |                 | -               | -               |                    | -                  | -                  | EFL         | 1           | 1           | 1      | 1      |
| Totale Manchester City U-21 | Totale Manchester City U-21 | Totale Manchester City U-21 |            |            |                 |                 |                 |                    |                    |                    |             | 3           | 1           | 3      | 1      |
| 2021-2022                   | Manchester City             | PL                          | 4          | 0          | FACup+CdL       | 1+2             | 1+1             | UCL                | 3                  | 1                  | CS          | 1           | 0           | 11     | 3      |
| 2022-2023                   | Manchester City             | PL                          | 14         | 0          | FACup+CdL       | 4+3             | 1+0             | UCL                | 4                  | 0                  | CS          | 0           | 0           | 25     | 1      |
| ago. 2023                   | Manchester City             | PL                          | 1          | 0          | FACup+CdL       | -               | -               | UCL                | -                  | -                  | CS+SU+Cmc   | 1+1+0       | 1+1+0       | 3      | 2      |
| Totale Manchester City      | Totale Manchester City      | Totale Manchester City      | 19         | 0          |                 | 5+6             | 2+1             |                    | 8                  | 1                  |             | 3           | 2           | 41     | 6      |
| 2023-2024                   | Chelsea                     | PL                          | 33         | 22         | FACup+CdL       | 6+6             | 1+2             | -                  | -                  | -                  | -           | -           | -           | 45     | 25     |
| 2024-2025                   | Chelsea                     | PL                          | 37         | 15         | FACup+CdL       | 1+0             | 0+0             | UECL               | 8                  | 0                  | Cmc         | 6           | 3           | 52     | 18     |
| Totale Chelsea              | Totale Chelsea              | Totale Chelsea              | 70         | 37         |                 | 7+6             | 1+2             |                    | 8                  | 0                  |             | 6           | 3           | 97     | 43     |
| Totale carriera             | Totale carriera             | Totale carriera             | 89         | 37         |                 | 12+12           | 3+3             |                    | 16                 | 1                  |             | 12          | 6           | 141    | 50     |

### Cronologia presenze e reti in nazionale
| Cronologia completa delle presenze e delle reti in nazionale ― Inghilterra | Cronologia completa delle presenze e delle reti in nazionale ― Inghilterra | Cronologia completa delle presenze e delle reti in nazionale ― Inghilterra | Cronologia completa delle presenze e delle reti in nazionale ― Inghilterra | Cronologia completa delle presenze e delle reti in nazionale ― Inghilterra | Cronologia completa delle presenze e delle reti in nazionale ― Inghilterra | Cronologia completa delle presenze e delle reti in nazionale ― Inghilterra | Cronologia completa delle presenze e delle reti in nazionale ― Inghilterra |
| Data                                                                       | Città                                                                      | In casa                                                                    | Risultato                                                                  | Ospiti                                                                     | Competizione                                                               | Reti                                                                       | Note                                                                       |
| -------------------------------------------------------------------------- | -------------------------------------------------------------------------- | -------------------------------------------------------------------------- | -------------------------------------------------------------------------- | -------------------------------------------------------------------------- | -------------------------------------------------------------------------- | -------------------------------------------------------------------------- | -------------------------------------------------------------------------- |
| 17-11-2023                                                                 | Londra                                                                     | Inghilterra                                                                | 2 – 0                                                                      | Malta                                                                      | Qual. Euro 2024                                                            | -                                                                          | 61’                                                                        |
| 20-11-2023                                                                 | Skopje                                                                     | Macedonia del Nord                                                         | 1 – 1                                                                      | Inghilterra                                                                | Qual. Euro 2024                                                            | -                                                                          | 84’                                                                        |
| 3-6-2024                                                                   | Newcastle upon Tyne                                                        | Inghilterra                                                                | 3 – 0                                                                      | Bosnia ed Erzegovina                                                       | Amichevole                                                                 | 1                                                                          | 61’                                                                        |
| 7-6-2024                                                                   | Londra                                                                     | Inghilterra                                                                | 0 – 1                                                                      | Islanda                                                                    | Amichevole                                                                 | -                                                                          | 77’                                                                        |
| 25-6-2024                                                                  | Colonia                                                                    | Inghilterra                                                                | 0 – 0                                                                      | Slovenia                                                                   | Euro 2024 - 1º turno                                                       | -                                                                          | 71’                                                                        |
| 30-6-2024                                                                  | Gelsenkirchen                                                              | Inghilterra                                                                | 2 – 1 dts                                                                  | Slovacchia                                                                 | Euro 2024 - Ottavi di finale                                               | -                                                                          | 66’                                                                        |
| 6-7-2024                                                                   | Düsseldorf                                                                 | Inghilterra                                                                | 1 – 1 dts (5 – 3 dtr)                                                      | Svizzera                                                                   | Euro 2024 - Quarti di finale                                               | -                                                                          | 78’                                                                        |
| 10-7-2024                                                                  | Dortmund                                                                   | Paesi Bassi                                                                | 1 – 2                                                                      | Inghilterra                                                                | Euro 2024 - Semifinale                                                     | -                                                                          | 81’                                                                        |
| 14-7-2024                                                                  | Berlino                                                                    | Spagna                                                                     | 2 – 1                                                                      | Inghilterra                                                                | Euro 2024 - Finale                                                         | 1                                                                          | 70’                                                                        |
| 10-10-2024                                                                 | Londra                                                                     | Inghilterra                                                                | 1 – 2                                                                      | Grecia                                                                     | UEFA Nations League 2024-2025 - 1º turno                                   | -                                                                          |                                                                            |
| 13-10-2024                                                                 | Helsinki                                                                   | Finlandia                                                                  | 1 – 3                                                                      | Inghilterra                                                                | UEFA Nations League 2024-2025 - 1º turno                                   | -                                                                          | 69’                                                                        |
| 7-6-2025                                                                   | Cornellà de Llobregat                                                      | Andorra                                                                    | 0 – 1                                                                      | Inghilterra                                                                | Qual. Mondiali 2026                                                        | -                                                                          | 64’                                                                        |
| Totale                                                                     |                                                                            | Presenze                                                                   | 12                                                                         |                                                                            | Reti                                                                       | 2                                                                          |                                                                            |

| Cronologia completa delle presenze e delle reti in nazionale ― Inghilterra under 21 | Cronologia completa delle presenze e delle reti in nazionale ― Inghilterra under 21 | Cronologia completa delle presenze e delle reti in nazionale ― Inghilterra under 21 | Cronologia completa delle presenze e delle reti in nazionale ― Inghilterra under 21 | Cronologia completa delle presenze e delle reti in nazionale ― Inghilterra under 21 | Cronologia completa delle presenze e delle reti in nazionale ― Inghilterra under 21 | Cronologia completa delle presenze e delle reti in nazionale ― Inghilterra under 21 | Cronologia completa delle presenze e delle reti in nazionale ― Inghilterra under 21 |
| Data                                                                                | Città                                                                               | In casa                                                                             | Risultato                                                                           | Ospiti                                                                              | Competizione                                                                        | Reti                                                                                | Note                                                                                |
| ----------------------------------------------------------------------------------- | ----------------------------------------------------------------------------------- | ----------------------------------------------------------------------------------- | ----------------------------------------------------------------------------------- | ----------------------------------------------------------------------------------- | ----------------------------------------------------------------------------------- | ----------------------------------------------------------------------------------- | ----------------------------------------------------------------------------------- |
| 7-9-2021                                                                            | Milton Keynes                                                                       | Inghilterra under 21                                                                | 2 – 0                                                                               | Kosovo under 21                                                                     | Qual. Europeo Under-21 2023                                                         | 1                                                                                   | 72’                                                                                 |
| 7-10-2021                                                                           | Celje                                                                               | Slovenia under 21                                                                   | 2 – 2                                                                               | Inghilterra under 21                                                                | Qual. Europeo Under-21 2023                                                         | 1                                                                                   | 69’                                                                                 |
| 11-10-2021                                                                          | Andorra la Vella                                                                    | Andorra under 21                                                                    | 0 – 1                                                                               | Inghilterra under 21                                                                | Qual. Europeo Under-21 2023                                                         | -                                                                                   | 65’                                                                                 |
| 11-11-2021                                                                          | Burnley                                                                             | Inghilterra under 21                                                                | 3 – 1                                                                               | Rep. Ceca under 21                                                                  | Qual. Europeo Under-21 2023                                                         | -                                                                                   | 73’                                                                                 |
| 22-9-2022                                                                           | Pescara                                                                             | Italia under 21                                                                     | 0 – 2                                                                               | Inghilterra under 21                                                                | Amichevole                                                                          | -                                                                                   | 72’                                                                                 |
| 27-9-2022                                                                           | Sheffield                                                                           | Inghilterra under 21                                                                | 3 – 1                                                                               | Germania under 21                                                                   | Amichevole                                                                          | 1                                                                                   | 70’                                                                                 |
| 25-3-2023                                                                           | Leicester                                                                           | Inghilterra under 21                                                                | 4 – 0                                                                               | Francia under 21                                                                    | Amichevole                                                                          | -                                                                                   | 73’                                                                                 |
| 28-3-2023                                                                           | Londra                                                                              | Inghilterra under 21                                                                | 1 – 2                                                                               | Croazia under 21                                                                    | Amichevole                                                                          | -                                                                                   | 80’                                                                                 |
| 25-6-2023                                                                           | Kutaisi                                                                             | Inghilterra under 21                                                                | 2 – 0                                                                               | Israele under 21                                                                    | Europeo Under-21 2023 - 1º turno                                                    | -                                                                                   | 61’                                                                                 |
| 28-6-2023                                                                           | Batumi                                                                              | Inghilterra under 21                                                                | 2 – 0                                                                               | Germania under 21                                                                   | Europeo Under-21 2023 - 1º turno                                                    | -                                                                                   |                                                                                     |
| 2-7-2023                                                                            | Craiova                                                                             | Inghilterra under 21                                                                | 1 – 0                                                                               | Portogallo under 21                                                                 | Europeo Under-21 2023 - Quarti di finale                                            | -                                                                                   | 74’                                                                                 |
| 5-7-2023                                                                            | Tbilisi                                                                             | Israele under 21                                                                    | 0 – 3                                                                               | Inghilterra under 21                                                                | Europeo Under-21 2023 - Semifinale                                                  | 1                                                                                   |                                                                                     |
| 8-7-2023                                                                            | Batumi                                                                              | Inghilterra under 21                                                                | 1 – 0                                                                               | Spagna under 21                                                                     | Europeo Under-21 2023 - Finale                                                      | -                                                                                   | 83’                                                                                 |
| 11-9-2023                                                                           | Differdange                                                                         | Lussemburgo under 21                                                                | 0 – 3                                                                               | Inghilterra under 21                                                                | Qual. Europeo Under-21 2025                                                         | 1                                                                                   | 72’                                                                                 |
| 12-10-2023                                                                          | West Bridgford                                                                      | Inghilterra under 21                                                                | 9 – 1                                                                               | Serbia under 21                                                                     | Qual. Europeo Under-21 2025                                                         | -                                                                                   | Cap. 52’                                                                            |
| Totale                                                                              |                                                                                     | Presenze                                                                            | 15                                                                                  |                                                                                     | Reti                                                                                | 5                                                                                   |                                                                                     |

## Palmarès

### Club

#### Competizioni giovanili
- FA Youth Cup: 1

Manchester City: 2019-2020

#### Competizioni nazionali
- Coppa di Lega inglese: 1

Manchester City: 2020-2021
- Campionato inglese: 2

Manchester City: 2021-2022, 2022-2023
- Coppa d'Inghilterra: 1

Manchester City: 2022-2023

#### Competizioni internazionali
- UEFA Champions League: 1

Manchester City: 2022-2023
- Supercoppa UEFA: 1

Manchester City: 2023
- UEFA Conference League: 1

Chelsea: 2024-2025
- Coppa del mondo per club FIFA: 1

Chelsea: 2025

### Nazionale
- Campionato d'Europa Under-21: 1

Romania-Georgia 2023

### Individuale
- Miglior giocatore della Supercoppa UEFA: 1

2023
- Squadra della stagione della UEFA Conference League: 1

2024-2025
- Miglior giocatore della Coppa del mondo per club FIFA: 1

2025